# Insediamento orientale

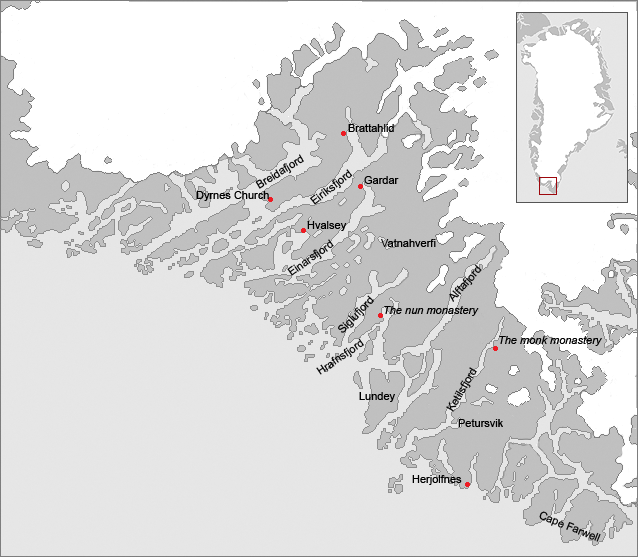
Mappa dell'Insediamento orientale

L'insediamento orientale (Eystribygð in norvegese antico, Eystribyggð in islandese moderno) era la più grande delle due aree della Groenlandia colonizzate approssimativamente nel 984 da agricoltori nordici provenienti dall'Islanda (l'altro insediamento era l'Insediamento occidentale) che nel massimo della sua espansione fu abitato da 4000 individui. 
A dispetto del nome, l'Insediamento orientale era più a sud che a est dell'altro insediamento e, come l'Insediamento occidentale, si trovava all'estremità sudoccidentale della Groenlandia.
Qui, nell'Eiriksfjord, si trovava la proprietà di Erik il Rosso, chiamata Brattahlíð. 
L'insediamento orientale era il più popoloso  e, a quanto pare, il più produttivo. Rispetto all'insediamento occidentale, in cui era più sviluppato l'allevamento di ovini e bovini, qui i risultati zooarcheologici hanno dimostrato una netta prevalenza dei caprini, che meglio si adattavano al tipo di suolo. La pesca e la caccia erano comunque attività di sussistenza fondamentale; tra queste, era fondamentale la caccia alle balene e al tricheco, di cui si sono trovate molte ossa. Tuttavia, rimane la domanda se quest'ultimo animale veniva cacciato perché fonte di cibo o, più probabilmente, per ottenere l'avorio delle zanne. L'avorio di tricheco era una merce di lusso che veniva esportata a prezzi altissimi e il ricavato poteva essere utilizzato per reperire le materie prime di cui la Groenlandia era scarsa: legname, prima di tutto, per costruire le navi, ma anche ferro. I Groenlandesi, in cambio di queste materie, esportavano anche pelli, pellicce e corde.